# Es Freus
Es Freus és l'estret existent entre l'illa d'Eivissa i Formentera, constituït per diversos passos separats per illots. La distància total, entre la punta meridional d'Eivissa i l'illa de s'Espalmador, és de 6,3 km. És el pas obligat entre el port d'Eivissa i el de la Savina a Formentera, o d'Eivissa cap a ponent. El nom prové del llatí fretu, que significa "estret". Antigament, i de cert ús entre els formenterers, s'anomenava ses Portes. Tota la zona és part de la reserva marina del Parc natural de ses Salines.
Es tracta d'una àrea desprotegida dels vents, amb poca profunditat i amb corrents d'irregular direcció i intensitat. Els grans temporals, especialment de ponent i gregal, converteixen es Freus en un pas de navegació difícil i motiva la incomunicació de Formentera en algunes èpoques de l'any. Al llarg de la història s'hi han registrat diversos naufragis.
Es distingeixen diferents passos. Els illots i els freus són, de nord a sud:
- Punta de ses Portes, a Eivissa, entre la platja de ses Salines i la platja des Cavallet:
  - es Freu de ses Portes
- Illa d'en Caragoler:
  - es Freu Petit
- Illa des Penjats, i a ponent les illes Negres:
  - es Freu Gros
- Illa des Porcs:
  - es Freu des Faro
- s'Espalmador:
  - es Pas
- Punta des Trucadors, a Formentera.

Sols es Freu Gros és practicable per la navegació de càrrega i passatge, i es Freu Petit per embarcacions petites.
Es Freu de ses Portes és el pas entre la Punta de ses Portes, la més meridional d'Eivissa, i l'illa d'en Caragoler al sud. És navegable solament en calma i per embarcacions molt petites.
Es Freu Petit, o d'Enmig, és el pas entre l'illa d'en Caragoler, al nord, i l'illa des Penjats i les illes Negres, al sud. Sols és navegable de dia amb bon temps. La sonda màxima és de 4 m. Al sud-oest de l'illa d'en Caragoler Petit, es troba la seca de sa Barqueta, un niell que és a flor d'aigua. Al nord-oest de l'illa Negra Grossa, hi ha la seca de l'Enteniment, un baix amb fons de pedra i un metre de sonda.
Es Freu Gros, o es Freu Gran, és el pas entre l'illa des Penjats, la més meridional d'Eivissa, i la des Porcs, la més septentrional de Formentera. El canal té menys d'una milla d'amplada. Les dues illes estan unides per la barra del Freu, un baix de 250 m d'amplada i un fons variable entre 6 i 8 m de sonda. A la barra, domina el fons de pedra amb algunes zones d'algues o de sorra. La zona, de gran trànsit a l'estiu, està senyalitzada per:
- El far de l'illa des Penjats està situat al sud de l'illa, de 29 m d'altitud.
- La balisa de ponent estava situada al sud de l'illa Negra Petita marcant el baix des Penjats de 4,5 m de sonda. Ha desaparegut diverses vegades a causa dels temporals.
- La balisa des Freus, al centre, marca el baix d'en Pou amb 6,1 m de sonda.
- El far d'en Pou és a l'illa des Porcs, de 31 m d'altitud.

Altres topònims menors en són es Freu des Far entre l'illa des Porcs i s'Espalmador, i es Freuets, una zona d'esculls a l'est de l'illa des Porcs. Finalment, es Pas, entre l'illa de s'Espalmador i es Trucadors de Formentera, amb solament 2 m de profunditat, està tancat a la navegació.

## Imatges de l'estret entre l'illa d'Eivissa i Formentera

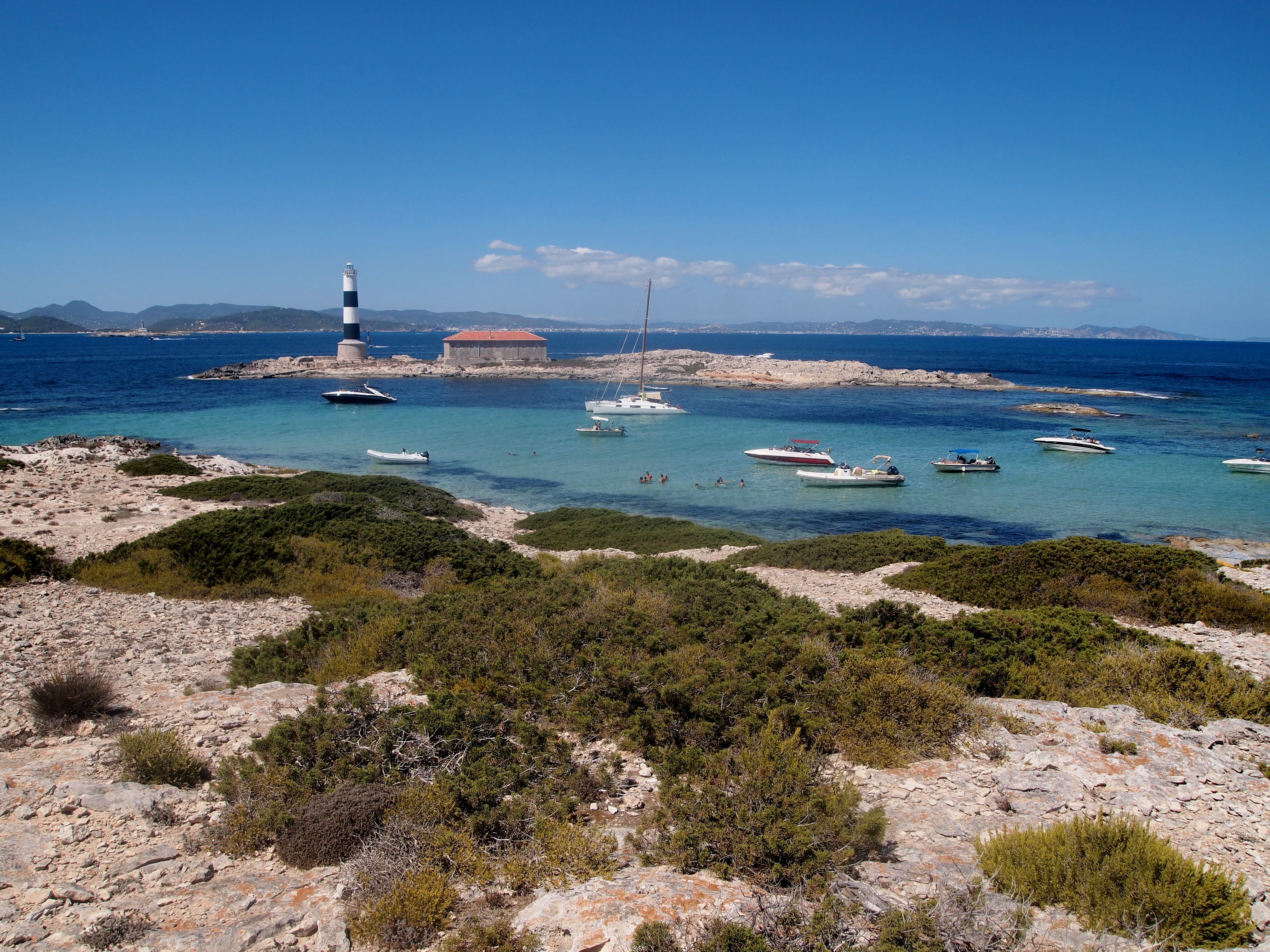
Illa des Porcs
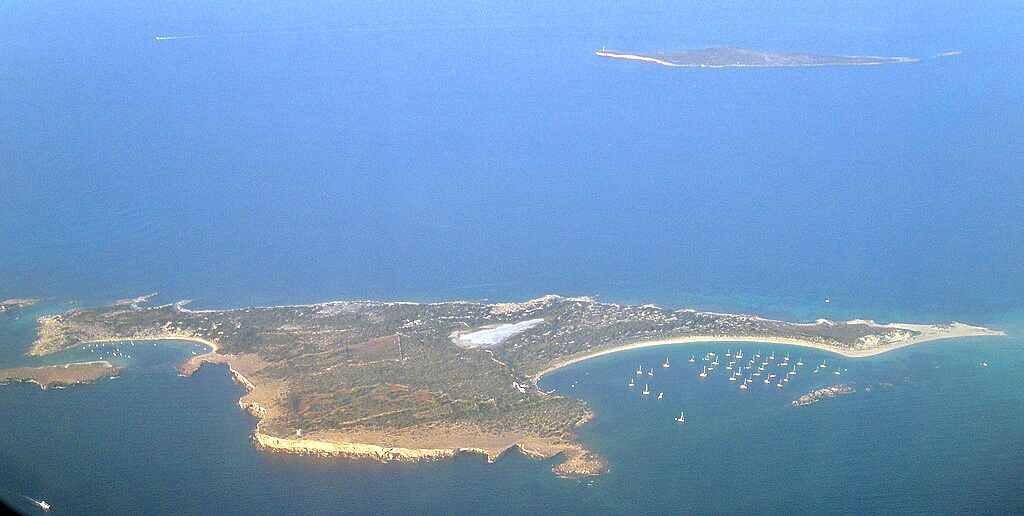
S'Espalmador
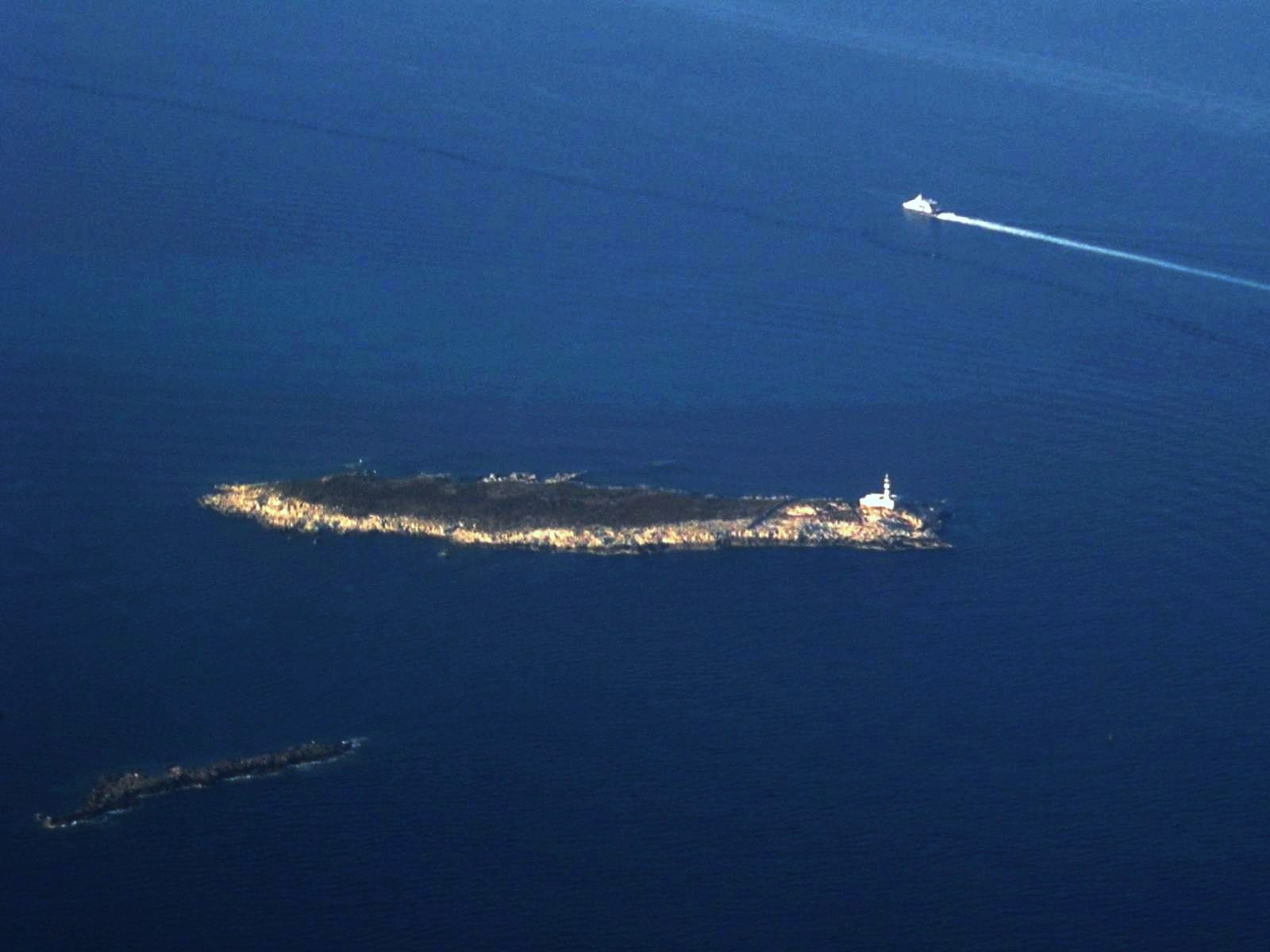
Illa dels penjats
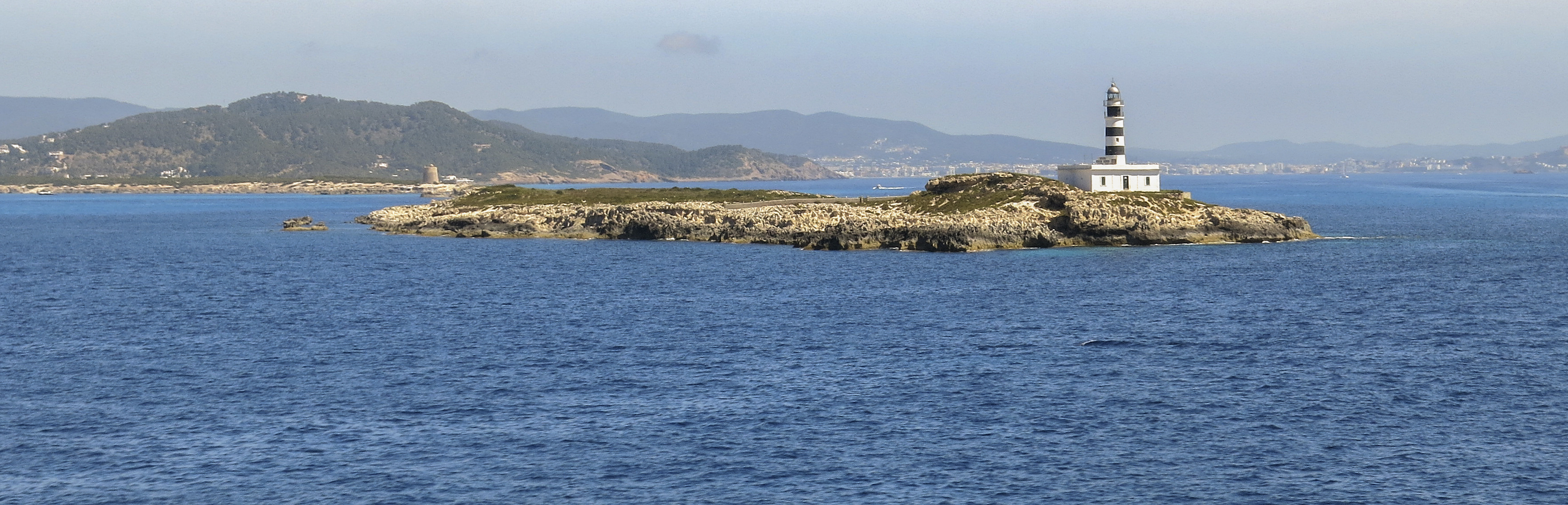
Far des Penjats, vessant oest de l'illa, costa d'Eivissa amb la Torre de Ses Portes